# Cerkiew Opieki Matki Bożej w Komańczy
Cerkiew Prawosławna pw. Opieki Matki Bożej – prawosławna cerkiew parafii w Komańczy. Należy do dekanatu Sanok diecezji przemysko-gorlickiej Polskiego Autokefalicznego Kościoła Prawosławnego.
Obecna cerkiew jest rekonstrukcją poprzedniej, która spłonęła 13 września 2006. Świątynia włączona do podkarpackiego Szlaku Architektury Drewnianej.

## Historia
Zachowaną do 2006 cerkiew zbudowano w latach 1800–1803 na miejscu poprzedniej spalonej w 1800, jako parafialną cerkiew greckokatolicką. W 1834 ustawiono ikonostas wykonany przez snycerza i malarza Aftanazego Rużyłowicza przeniesionego ze wsi Wołosianka na Zakarpaciu. W 1834 wzniesiono dzwonnicę bramną, a w 1836 dobudowano zakrystię. Cechą szczególną było usytuowanie zakrystii na przedłużeniu sanktuarium, na osi wzdłużnej cerkwi. Cerkiew była wielokrotnie remontowana. Po wojnie mimo wysiedlenia znacznej liczby mieszkańców (Łemków) służyła pozostałym we wsi grekokatolikom (rodzinom kolejarzy obsługujących linię łupkowską i leśników pracujących w rzepedzkim tartaku). Nieprzerwanie odbywały się nabożeństwa greckokatolickie co było wówczas zjawiskiem wyjątkowym w skali kraju. 10 czerwca 1961 cerkiew została zamknięta przez władze. Była to tak zwana „akcja na cerkwie". Od wiernych zażądano przejścia na prawosławie. 22 czerwca 1963 cerkiew oficjalnie przekazano w użytkowanie reaktywowanej w 1962 r. parafii prawosławnej.
W latach 1965–1970 przeprowadzono gruntowny remont świątyni. Załatano ubytki w ścianach oraz odremontowano fundamenty. W latach 1983–1985 przeprowadzono prace konserwatorskie ikonostasu i polichromii. Kolejne prace remontowe i zabezpieczające wykonano w okresie 1993–1995. 22 lipca 2001 w czasie wichury cerkiew uszkodziło padające drzewo. Dzięki dotacji firmy Ford naprawiono dach.

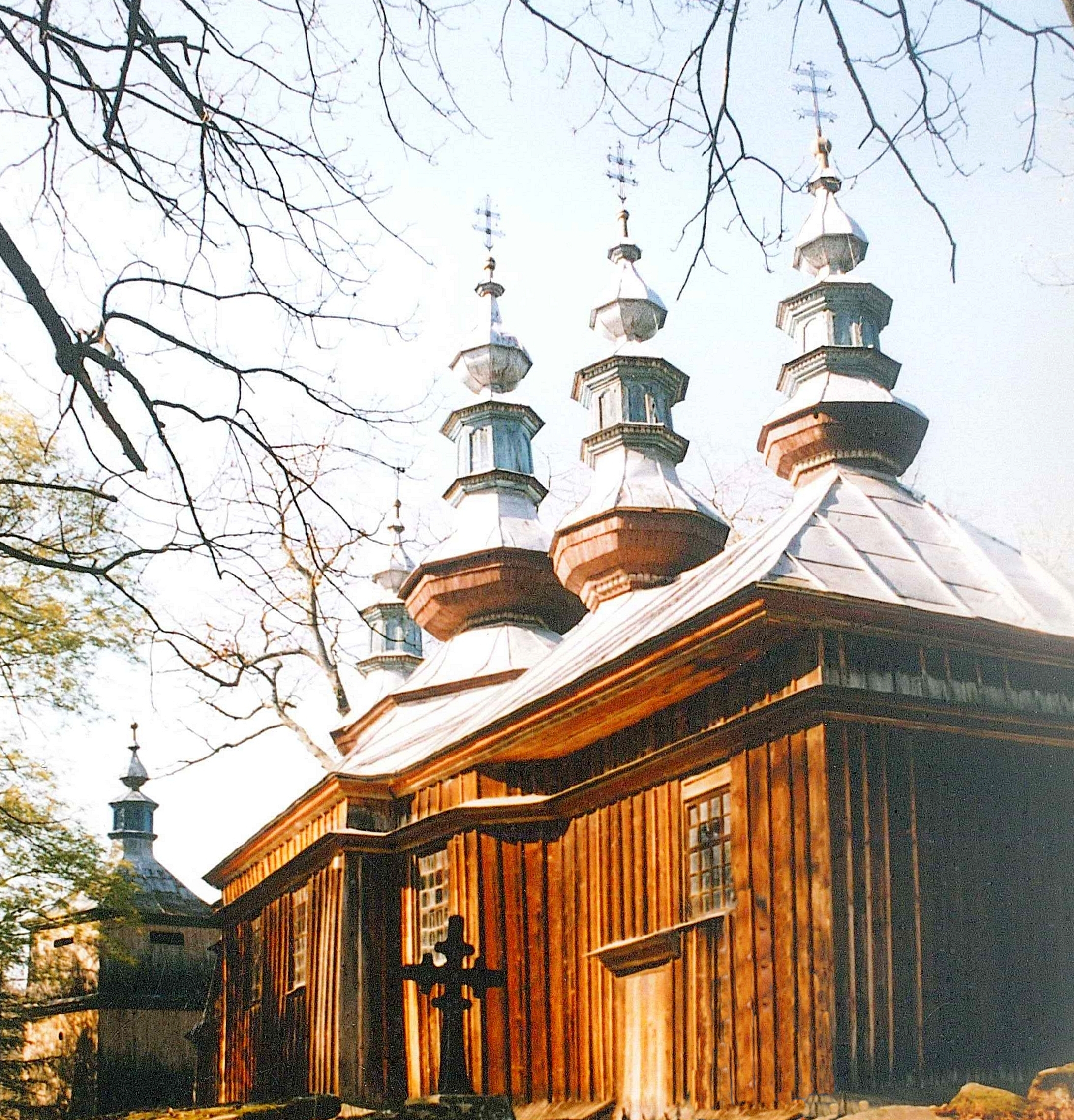
Cerkiew przed pożarem (14.10.2001)
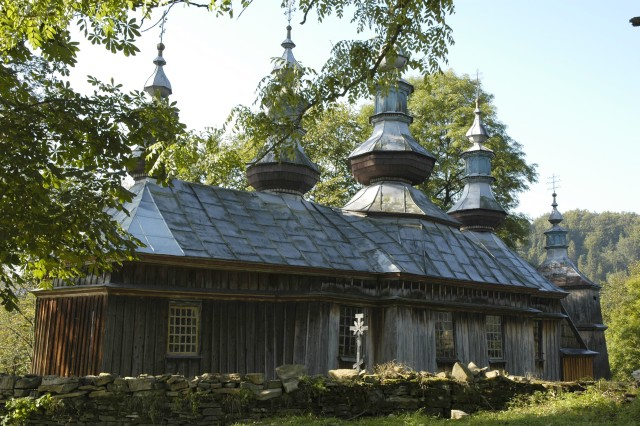
Elewacja północna (2005)
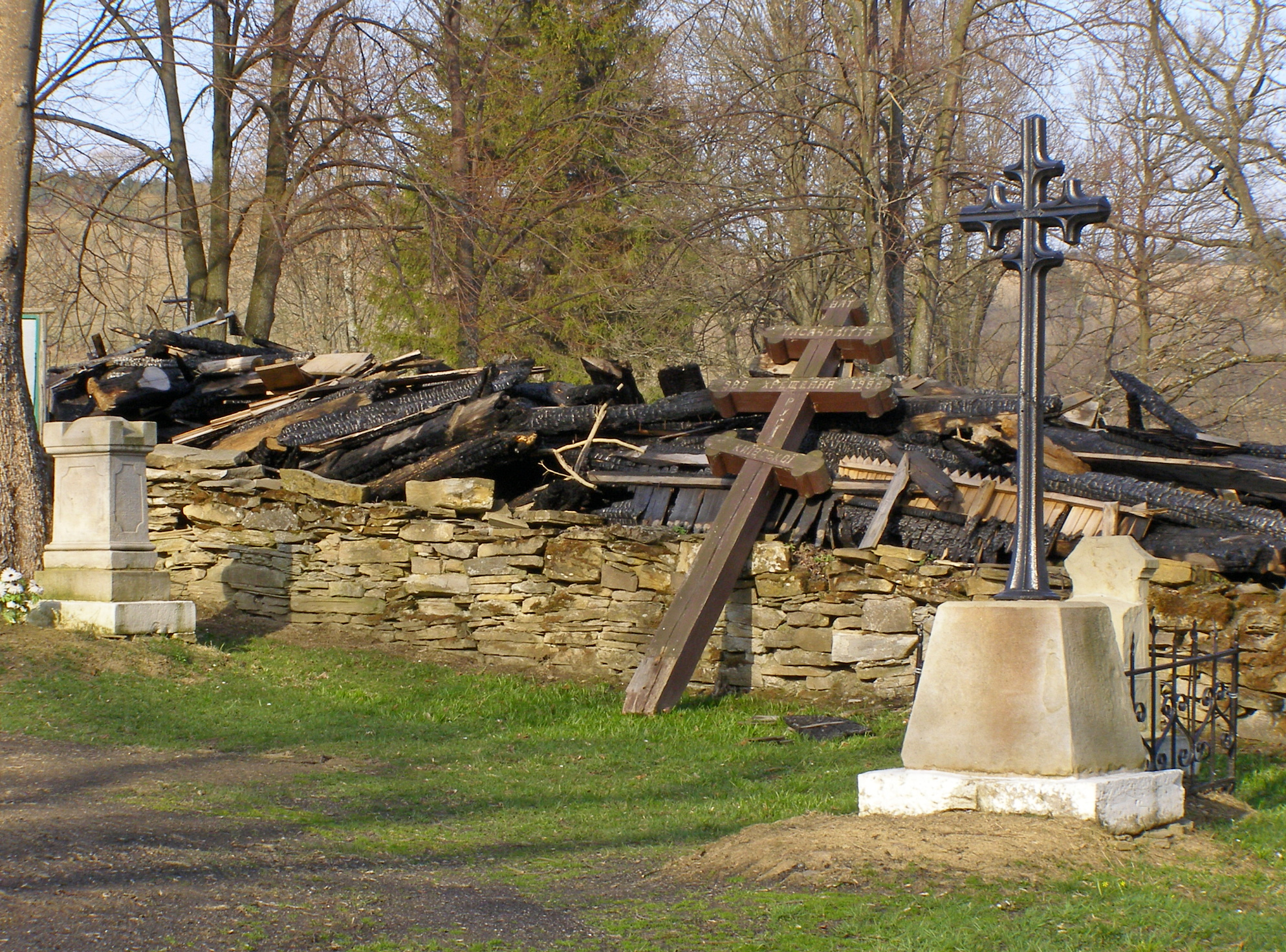
Po pożarze (2006)

13 września 2006 cerkiew wraz z wyposażeniem spłonęła, strażakom udało się uratować jedynie zabytkową dzwonnicę. 14 września 2006 (następnego dnia po pożarze) prawosławny arcybiskup przemyski i nowosądecki Adam (Dubec) zapowiedział jej odbudowę w kształcie sprzed pożaru i 14 października 2008 celebrował w nowej cerkwi liturgię (cerkiew w stanie surowym bez okien i podłogi, bez ikonostasu i polichromii). Potrzebne do odbudowy cerkwi 240 m³ drewna jodłowego przekazały w formie darowizny Lasy Państwowe. Drewno, w postaci belek długości 10 m i średnicy minimum 50 cm w cieńszym końcu pochodziło z nadleśnictw Baligród, Komańcza i Rymanów.
W dniach 13–14 października 2010 dokonano uroczystej konsekracji odbudowanej w kształcie sprzed pożaru świątyni. Cerkiew poświęcił metropolita warszawski i całej Polski Sawa – zwierzchnik Polskiego Autokefalicznego Kościoła Prawosławnego oraz inni hierarchowie PAKP.
Cerkiew z lat 1800–1803 była wpisana do rejestru zabytków 5 stycznia 1971 pod nr A-171. Z nadal istniejących obiektów wpisano pod tym samym numerem dzwonnicę, przycerkiewny cmentarz oraz ogrodzenie.

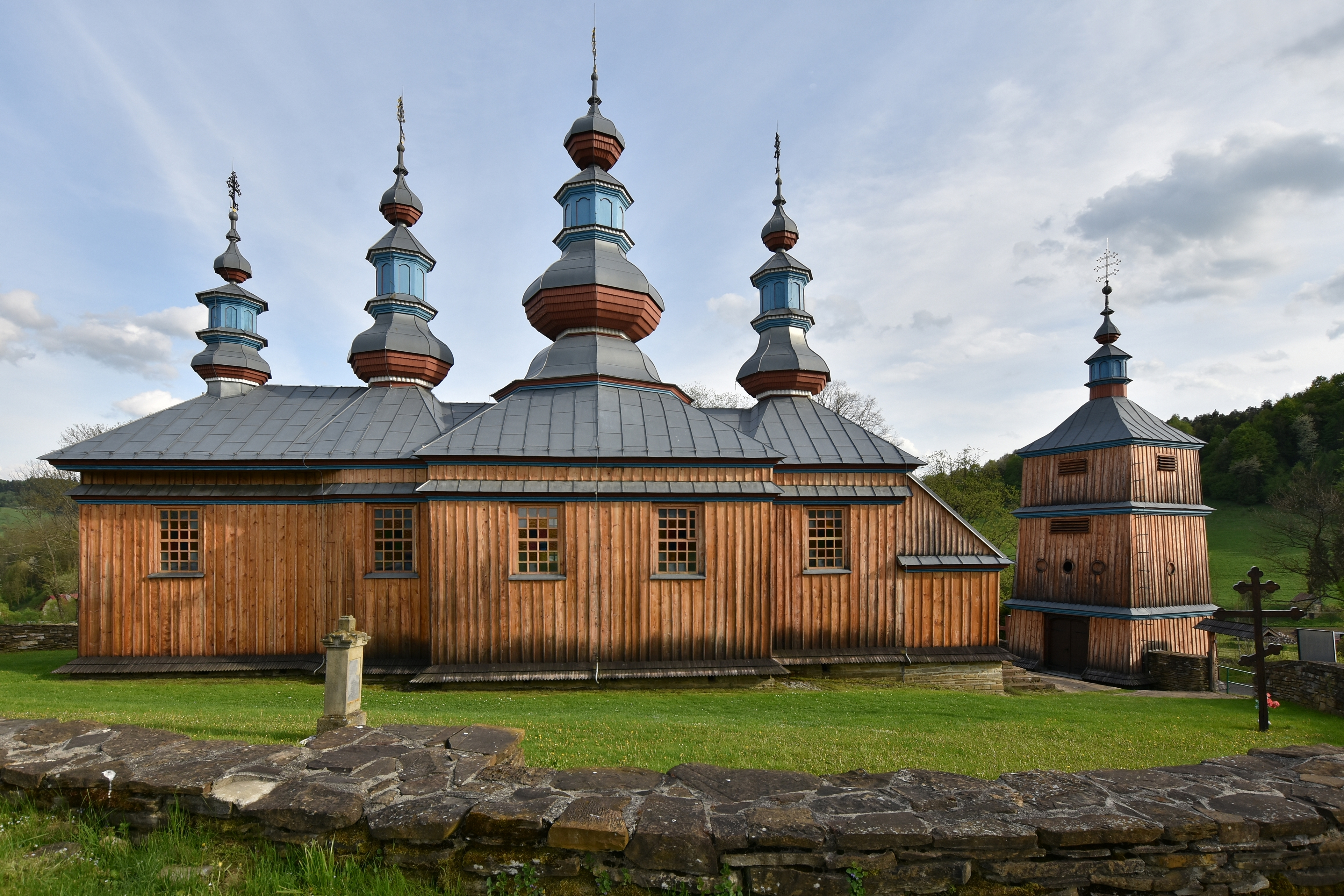
Widok od strony północnej
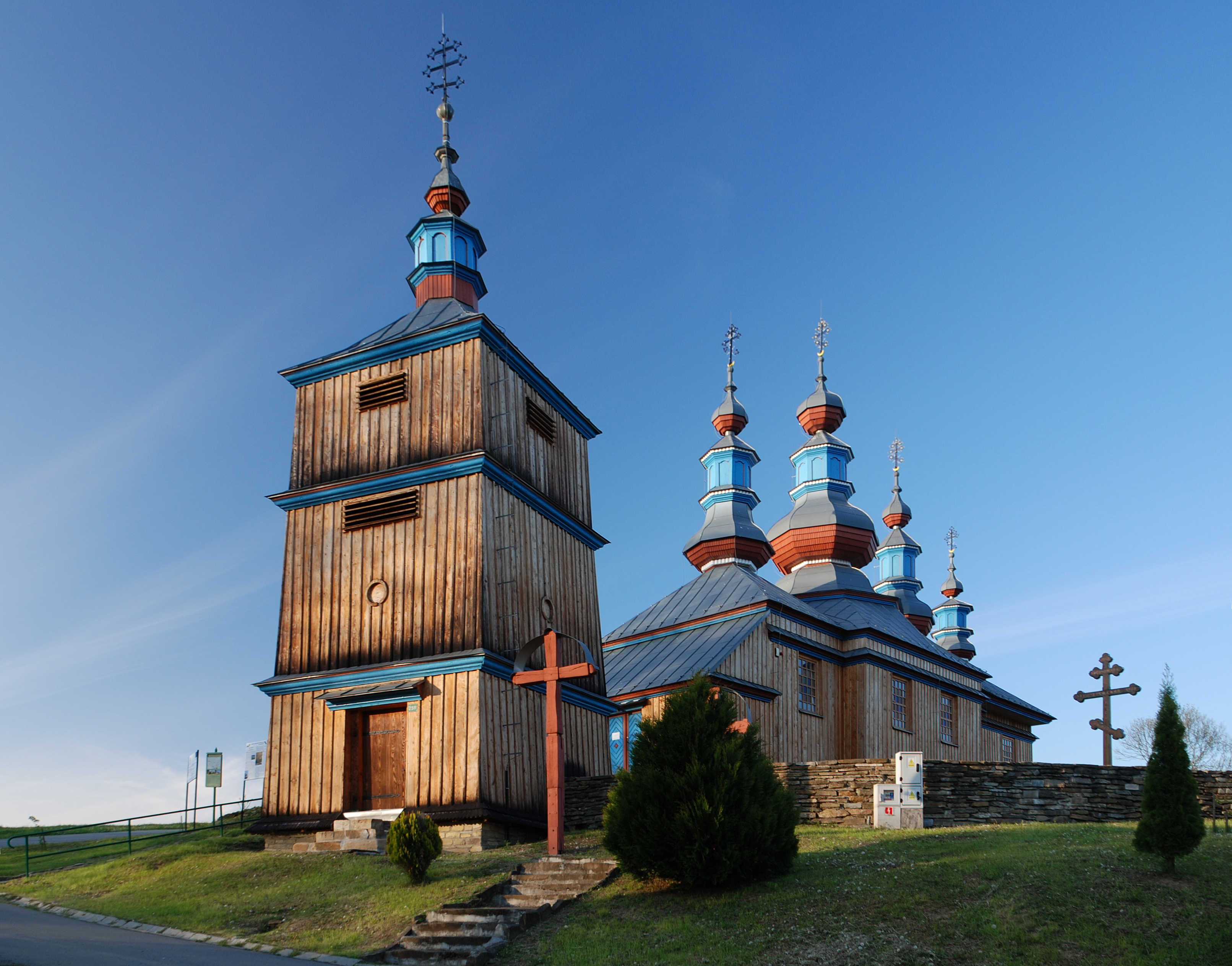
Elewacja frontowa z dzwonnicą
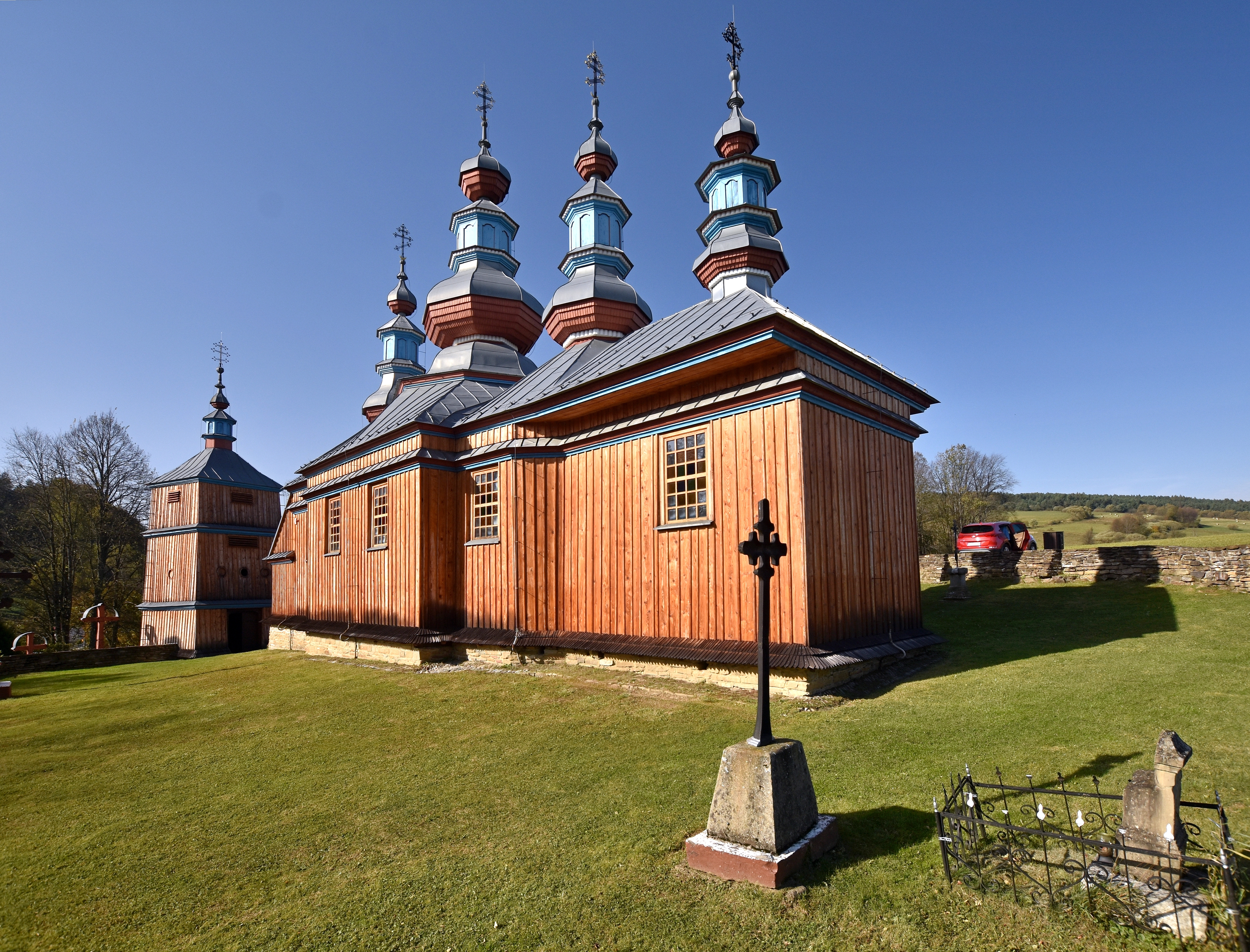
Widok od strony prezbiterium

## Architektura i wyposażenie
Cerkiew wzniesiona z drewna w konstrukcji zrębowej, na kamiennej podmurówce, orientowana, pierwotnie trójdzielna, obecnie czwórdzielna, na planie prostokąta. Od wschodu prezbiterium na planie wąskiego prostokąta zamknięte trójbocznie z zakrystią. Obszerna kwadratowa nawa szersza od prezbiterium i prostokątny babiniec i prostokątne kruchty. Zrąb babińca, nawy, prezbiterium i zakrystii na równej wysokości, kruchta niższa od babińca, o równej mu szerokości. Zwarta bryła świątyni przykryta jest dachem wielospadowym, nad zakrystią trzyspadowym z prostą kalenicą i wysuniętym okapem, nad kruchtą pulpitowym. Nad zakrystią, prezbiterium, nawą i babińcem znajdują się cztery ośmioboczne, cebulaste wieżyczki z ślepymi latarniami, podzielone ząbkowanymi gzymsami, w dolnych częściach pokryte gontem, w górnych blachą, zwieńczone cebulkami zakończonymi iglicami i podwójnymi krzyżami. Ściany cerkwi oszalowane pionowymi deskami i listwowane. Wszystkie części budynku, poza kruchtą otaczają dwa profilowane gzymsy – podokapowy i nadokienny.
Wewnątrz nad nawą, prezbiterium i babińcem rozpięte są zrębowe, 8-polowe kopuły namiotowe, nad przedsionkiem sufit z desek. Nad babińcem nadwieszony jest chór muzyczny. Wnętrze doświetlają prostokątne okna z podziałem na 24 kwadratowe kwatery.
Oryginalne wyposażenie cerkwi uległo zniszczeniu. Obecnie wewnątrz znajduje się współczesna kopia ikonostasu z 1832, zniszczonego w czasie pożaru.

## Wokół cerkwi
Cerkiew otoczona jest kamiennym ogrodzeniem dawnego cmentarza. Od strony zachodniej, w linii ogrodzenia, znajduje się szkieletowa wieża-dzwonnica pełniąca pierwotnie także funkcję bramy. Trzykondygnacyjna o pochyłych ścianach, kryta blaszanym dachem namiotowym zwieńczonym charakterystyczną wieżyczką, z dzwonem z 1882.